# Jacques Mathivat
Jacques Mathivat (* 3. Januar 1932 in Neuilly-sur-Seine; † 13. November 2012) war ein französischer Bauingenieur und Brückenbauer.
Mathivat studierte an der École spéciale des travaux publics und der École nationale supérieure du pétrole et des moteurs. Nach dem Abschluss 1961 war er bei der Baufirma Campenon Bernard, wo er zu einem der führenden Brückenbauer Frankreichs wurde. 1972 wurde er einer der Direktoren der Firma (directeur d' etudes), in der auch der Brückenbauer Jean Muller als wissenschaftlicher Direktor wirkte und Jean Chaudesaiges technischer Direktor war. Weitere bekannte Brückenbauer in der Firma waren damals Michel Placidi und Jacques Combault. In den 1960er Jahren gelangen der Firma bedeutende Innovationen bei Spannbetonbrücken aus Fertigteilsegmenten im Freivorbau, die mit Epoxidharz miteinander verklebt wurden. Der Prototyp der Entwicklung war die Pont de Choisy, angewandt wurde die Methode zum Beispiel beim Viaduc d’Oléron. Er war wesentlich am Entwurf der Brotonne-Brücke beteiligt, der Pont de Maupré, der zweiten Pont du Bonhomme in der Bretagne und der Pont Chateaubriand, am Viaduc de Gennevilliers und der Saint-Cloud-Brücke (1400 m lang, maximale Spannweite 102 m, Krümmungsradius 300 m).
1978 verließ er die Firma und gründete sein Ingenieurbüro Société d'étude et de calculs en ouvrages d'art  (SECOA) mit Bertrand Lenoir und Patrice Kirschner, bei der Forschung über Spannbeton betrieben wurde.
1985 übernahm er das seiner Familie gehörende Les Deux Magots in Saint-Germain-des-Prés. Er kaufte das Grundstück (und ein Hotel in Paris) und übertrug das Konzept des Cafés und Restaurants nach Tokio. 2000 wurde er Präsident von SYNHORCAT (Syndicat National des Hôteliers, Restaurateurs, Cafetiers et Traiteurs).
Er lehrte auch als Professor am Centre des Hautes Études de la Construction in der Sektion Stahl- und Spannbeton (CHEBAP) und an der École nationale des Ponts et Chaussées sowie der École Supérieure des Travaux Publics.
2002 erhielt er den Albert-Caquot-Preis. 2001 wurde er Ritter der Ehrenlegion. 1989 bis 1997 war er Präsident der Association Française pour la Construction und des AFGC. Er war im Exekutivkomitee des IABSE. 1986 erhielt er die fip Medaille.

## Schriften
- Construction par encorbellement des ponts en béton précontraint, Éditions Eyrolles, Paris, 1979
- mit Jean-François Bougard: Procédés généraux de construction, Eyrolles, Paris, 1985